# 聖母升天教堂 (羅日尼亞瓦)
聖母升天教堂是位於斯洛伐克城市羅日尼亞瓦的一座羅馬天主教的教堂。該教堂是天主教羅日尼亞瓦教區的主教座堂。
48°39′48″N 20°31′54″E / 48.6633°N 20.5317°E